# Rocca Pia
Rocca Pia là một đô thị thuộc tỉnh L'Aquila trong vùng Abruzzo của Ý. Ý. Đô thị này có diện tích 45 km², dân số 189 người. Các đô thị giáp ranh gồm: pescocostanzo, pettorano sul Gizio, Rivisondoli, Scanno